# Dar al-Chorouq
Pour les articles homonymes, voir Al Chourouk.
Dar al-Chourouq est une maison d'édition libano-égyptienne fondée en 1968.
Elle publie notamment : 
- des œuvres d'écrivains reconnus : Alaa al-Aswani, Naguib Mahfouz, Tawfiq al-Hakim, Anis Mansour, Gamal Ghitany
- des penseurs islamiques : Mohammed Tantaoui, Mohammed al-Ghazali, Youssef al-Qaradâwî
- des scientifiques : Ahmed Zewail
- des hommes politiques : Ahmed Asmat Abdel-Megid, Boutros Boutros-Ghali, Mohamed Selim al-Aoua

Dar al-Chorouq publie la version arabe du livre de Mathilde Chèvre, le balayeur de poussière  (ISBN 9782919511075), traduit par Georges Daaboul.